# Українська Наукова Асоціація
Українська Наукова Асоціація — наукове товариство у Празі, засноване наприкінці 1932 року (під час гострого послаблення культурно-наукової праці української еміграції в Чехо-Словаччині) з метою об'єднання українських наукових сил у Чехо-Словаччині для дослідження минулого й сучасного української культури, техніки, соціальнл-економічного стану українського народу.
Українська Наукова Асоціація об'єднувала близько 50 чоловік, її головою був Б.Іваницький, з 1936 року — К. Мацієвич.
Діяльність Української Наукової Асоціації обмежувалася переважно науковими доповідями.